# Baudouin VI de Flandre
Pour les articles homonymes, voir Baudouin Ier et Baudouin VI.
Baudouin VI de Flandre, dit Baudouin de Mons, Baudouin d'Hasnon ou Baudouin le bon (°v.1030 - †1070) est le fils du comte Baudouin V et d'Adèle de France (°1009 - †1079), comtesse de Corbie, et donc par sa mère, le petit-fils du roi de France Robert II.
1. De son propre chef : comte de Flandre (1067-1070).
2. Par mariage : comte de Hainaut (1051 - 1070) (Baudouin Ier de Hainaut).

## Biographie

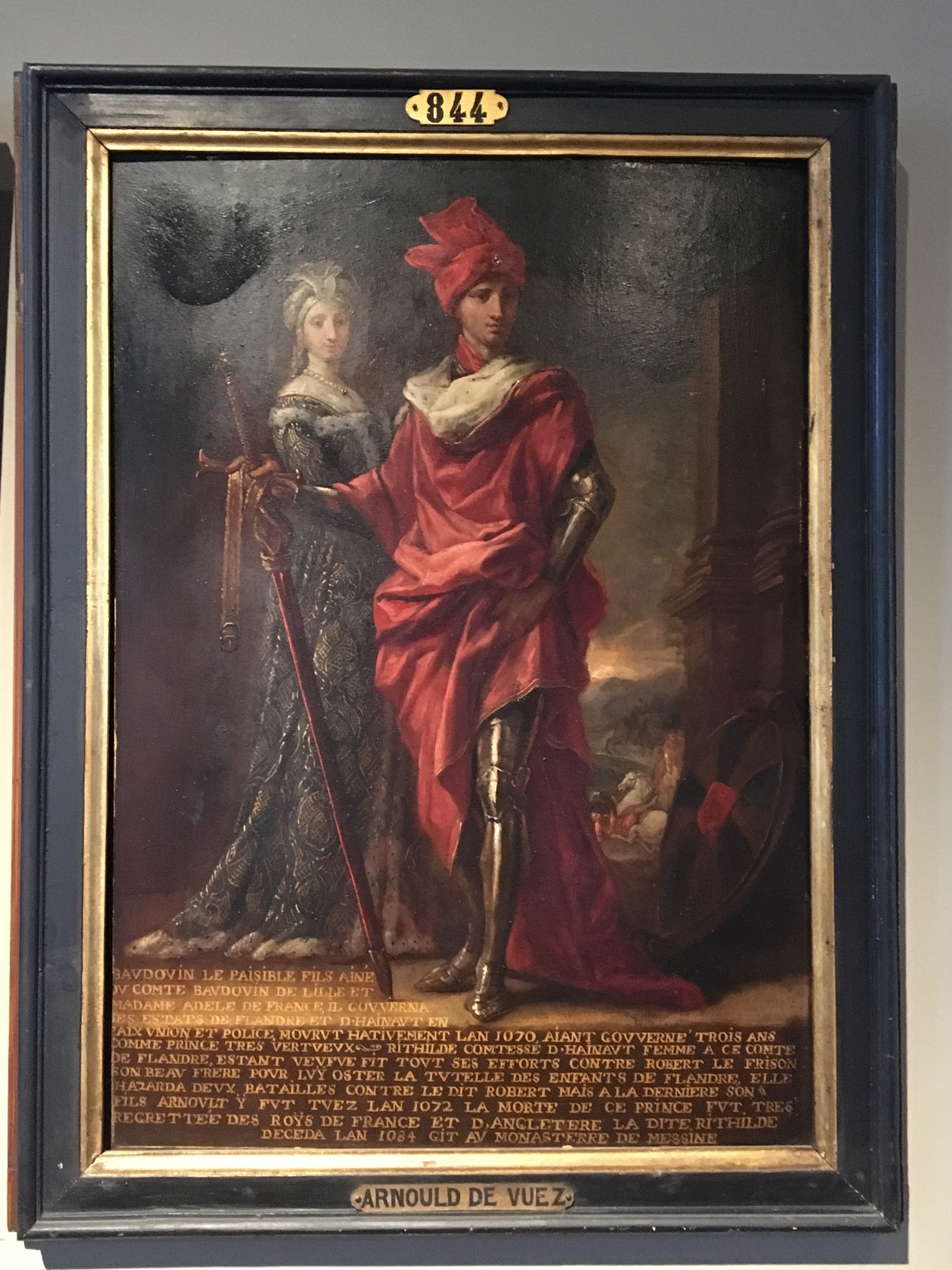
Baudouin VI Le Paisible et Richilde de Hainaut, par Arnould de Vuez, (1708).

Baudouin était « exercité aux langues françoise, flamenghe et latine ».
En 1045, il est investi momentanément par l'empereur Henri III de la marche d'Anvers, en tant que margrave. En 1051, son père lui fait épouser Richilde, veuve du comte Herman de Hainaut, et entre en possession de ce territoire où il devient Baudouin Ier de Hainaut. Pour consanguinité, les époux sont d’abord excommuniés par l'archevêque de Cambrai, agissant sous l'autorité du pape Léon IX, puis une dispense papale est accordée en 1057 par le pape Victor II.
En qualité de comte de Hainaut, Baudouin reconnaît entre 1066 et 1070 la guilde de Valenciennes (Karitet). Pour avoir, en 1065, fait restaurer l'abbaye d'Hasnon, il est surnommé Baudouin d'Hasnon.
Comte de Flandre à la mort de son père, en 1067, son règne est marqué par la fondation de l’abbaye de Grammont (Geraardsbergen) qui reçoit des privilèges en 1068. Se sachant malade, il règle sa succession au cours de l’assemblée d’Audenarde : 
à l’aîné Arnould reviendra la Flandre, sous la tutelle de son frère Robert le Frison ; au cadet Baudouin le Hainaut, sous la tutelle de la comtesse Richilde, sa femme. En cas de décès de l’un de ses fils, l’autre hériterait. Il est inhumé au monastère d'Hasnon.
Malgré ces précautions, la mort précoce de Baudouin laisse la Flandre et le Hainaut en contestation dynastique. Le comté de Flandre sera bientôt usurpé par Robert le Frison, qui deviendra Robert Ier de Flandre. Le jeune Arnoul III sera tué l'année suivante à la bataille de Cassel.

## Mariage et enfants
De son mariage avec Richilde naissent 3 enfants:
- Arnoul III (1055 † 1071), comte de Flandre et de Hainaut ;
- Baudouin II (1056 † 1098), comte de Hainaut ;
- Agnès, vivante en 1071.